# Пастухов Геннадій Федорович
Геннадій Федорович Пастухов (рос. Геннадий Фёдорович Пастухов; 4 березня 1921, Вічуга — 20 лютого 2004) — радянський військовий льотчик, Герой Радянського Союзу (1946), у роки німецько-радянської війни — командир ланки 525-го штурмового авіаційного полку 227-ї штурмової авіаційної дивізії, 8-го штурмового авіаційного корпусу 8-ї повітряної армії 4-го Українського фронту, старший лейтенант.

## Біографія
Народився 4 березня 1921 року в місті Вічузі (тепер Івановської області) в родині робітника. Росіянин. Член ВКП(б) з 1943 року. Закінчив 7 класів, працював слюсарем з ремонту ткацьких верстатів на Вічузькому текстильному комбінаті.
У 1941 році призваний до лав Червоної Армії. У 1943 році закінчив Чкаловську військово-авіаційну школу пілотів. У боях німецько-радянської війни з листопада 1943 року.
До травня 1945 року Г. Ф. Пастухов скоїв 149 бойових вильотів на штурмовку ешелонів, аеродромів, скупчень військ противника, завдав йому великої шкоди.

Могила Геннадія Пастухова

Указом Президії Верховної Ради СРСР від 15 травня 1946 року «за зразкове виконання бойових завдань командування на фронті боротьби з німецько-фашистськими загарбниками і проявлені при цьому мужність і героїзм» старшому лейтенанту Пастухову Геннадію Федоровичу присвоєно звання Героя Радянського Союзу з врученням ордена Леніна і медалі «Золота Зірка» (№ 6935).
Після закінчення війни Г. Ф. Пастухов продовжував службу у ВПС СРСР. У 1949 році закінчив Краснодарскую вищу офіцерську школу штурманів ВПС. З 1955 року майор Г. Ф. Пастухов — в запасі. Закінчив інженерно-будівельний інститут, працював архітектором.
Жив у Києві. Помер на 83-му році життя 20 лютого 2004 року. Похований разом з дружиною у Києві на Байковому кладовищі (ділянка № 49б, 50°25′3.07″ пн. ш. 30°30′2.57″ сх. д. / 50.4175194° пн. ш. 30.5007139° сх. д.).

## Нагороди
Нагороджений орденом Леніна (15 травня 1946), двома орденами Червоного Прапора (22 лютого 1944; 11 вересня 1944), двома орденами Вітчизняної війни 1-го ступеня (29 січня 1945; 6 квітня 1985), орденом Вітчизняної війни 2-го ступеня (7 лютого 1944), медалями.